# Klaus Rehder
Klaus Rehder (ur. 12 lipca 1943 w Schwerinie) – niemiecki polityk, nauczyciel i działacz związkowy, poseł do Parlamentu Europejskiego IV kadencji.

## Życiorys
Studiował romanistykę i historię w Monachium. Zawodowo do czasu przejścia na emeryturę pracował jako nauczyciel. Zaangażował się w działalność polityczną w ramach Socjaldemokratycznej Partii Niemiec, był oficerem prasowym tego ugrupowania i członkiem władz jego lokalnych struktur. Pełnił funkcję wiceprzewodniczącego bawarskiego oddziału Ruchu Europejskiego Niemcy. Był także działaczem Federacji Niemieckich Związków Zawodowych i przewodniczącym oddziału związku zawodowego pracowników oświaty GEW.
Od 1994 do 1999 sprawował mandat eurodeputowanego IV kadencji, zasiadając we frakcji Partii Europejskich Socjalistów.